# غليس 570
غليس 570 (بالإنجليزية: Gliese 570)‏ المعروف أيضا باسم 33 G. Librae، هو نظام نجمي ثلاثي يبعد حوالي 19 سنة ضوئية. النجم الأولي هو قزم برتقالي (باهت كثيرا، وأصغر من الشمس). النجوم الثانوية الأخرى هي في حد ذاتها نظام ثنائي، اثنين من الأقزام الحمراء التي تدور حول النجم الأولي. وقد تأكد دوران القزم البني A في النظام في عام 1998، وكان يعتقد أنه كوكب غير شمسي يدور حول النجم الأولي، لكن زال الاعتقاد في عام 2000.

## البعد والرؤية
في اليل، نظام جليسي 570 يكمن في الجزء الجنوبي الغربي من السماء في كوكبة الميزان. هذا النظام جنوب غرب نجم الزبان الجنوبي وشمال غرب زبان القريب (Sigma Librae).
في أوائل سنوات التسعينات، قاس المنظر القمر الصناعي هيباركوس التابع للبعثة الأوروبية مكونات B وC، مما دل على أن النظام كان على بعد 24.4 سنة ضوئية عن الشمس. ، ومع ذلك، كان هامش الخطأ كبير نسبيا حيث أن المنظر على أساس الأرض والمدار الملاحظ يشير إلى أن النجمين هما في الواقع جزء من النظام مع جليسي 570 A، كانت القراءة خاطئة لأن المسافة في الواقع يجب أن تكون متساوية تقريبا 19 سنة ضوئية.

## النظام النجمي

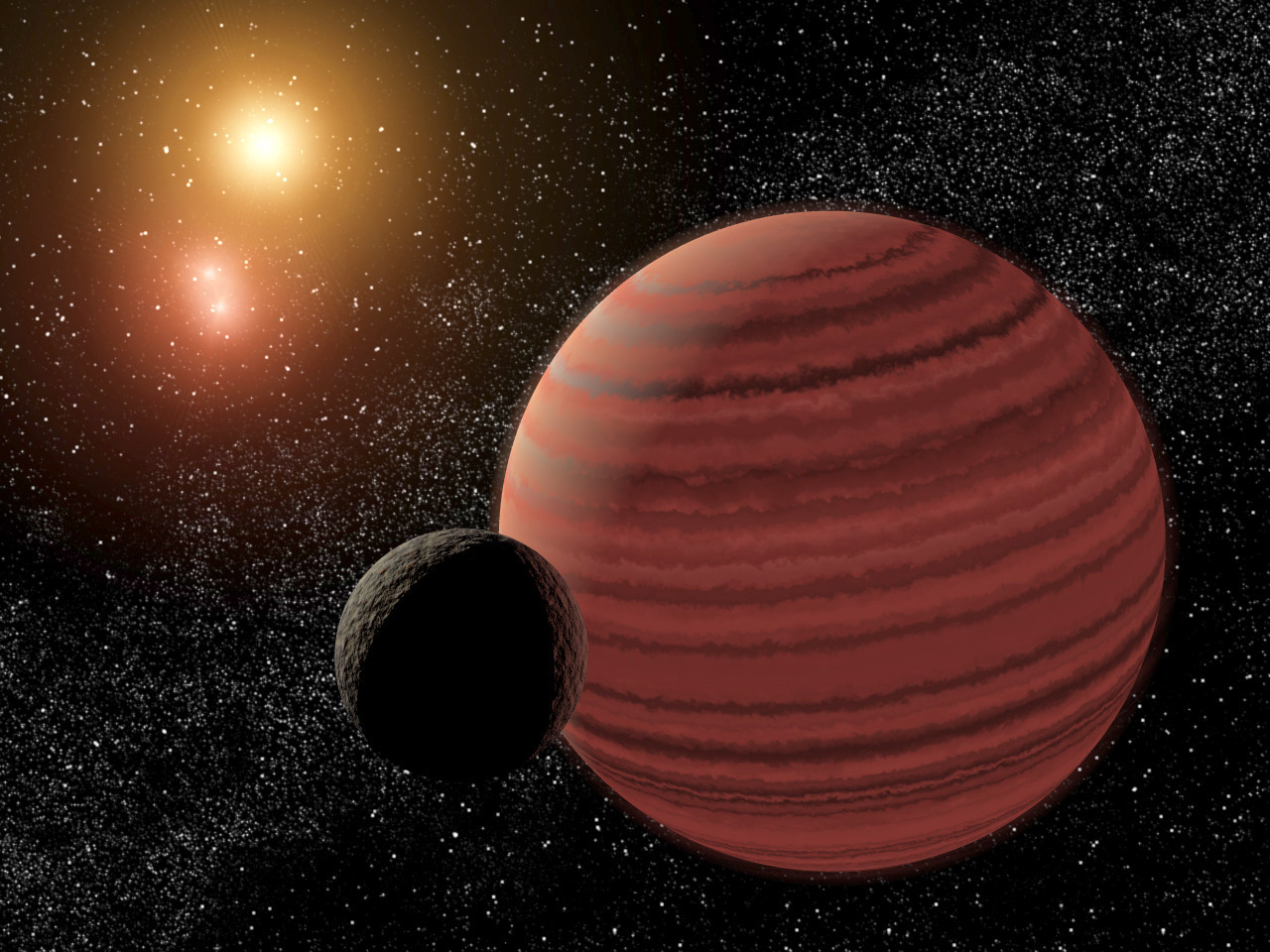
رسم فني من لجليسي 570 D تظهر النجوم الابتدائية

النجم الأولي للنظام (مكون A) هو نجم قزم برتقاليا يزيد قليلا على ثلاثة أرباع كتلة الشمس، ونحو 77 في المئة من نصف قطرها، 15.6 بالمئة فقط من المعان البصري. مفصول بمسافة 190 وحدة فلكية من الثنائي B وC، يتحرك في مدار غريب بانحراف مداري ويستغرق ما لا يقل عن 2130 سنة  لإكمال دورته . والنجم جليسي 570 A طيفه من نوع K4V وباعث الأشعة السينية.
النظام ثنائي B وC كلاهما نجوم قزمة حمراء قاتمة لديها كتلة، نصف قطر، وتألق اقل من الشمس. المكون B هو نوع الطيفي M1V، مكون C هو نوع الطيفي M3V، وكلاهما باعث للأشعة السينية.
في 15 يناير 2000، أعلن علماء الفلك أنهم عثروا على واحدة من أروع الأقزام البنية المعروف آنذاك. فهرس بتسمية جليسي 570 D، لوحظ على مسافة كبيرة تصل إلى 1500 وحدة فلكية من النظام النجمي الثلاثي . وهو يحتوي على كتلة نقارب 50 مرات من كوكب المشتري.
تم التأكد من أن جليسي 570 D قزم بني باستخدام تقنية دوبلر الطيفية في مرصد كرو تولولو في تشيلي. تم قياس درجة حرارة سطح الكائن الشبه نجم وهي باردة نسبيا 500 درجة مئوية، مما يجعلها أكثر برودة وأقل ضياء من أي أقزام بنية معروفة (بما في ذلك النموذج قزم "T")، صنف الكائن كقزم بني صنف T7-8V . ولم يتم الإعلان إن كان باعث للأشعة السينية .

## النظام الكوكبي
في عام 1998، تم الإعلان عن كوكب غير شمسي يدور حول النجم الأولي داخل منظومة جليسي 570. اعتبر انه الكوكب بتسمية "جليسي 570 Ab"، بقيت الشكوك حول الكوكب ورفعت مطالب لتأكيد في عام 2000. لم يتأكد وجود كواكب في هذا النظام النجمي المتعدد حتى الآن.

## روابط خارجية
- "Gliese 570 / HR 5568 ABC". SolStation. مؤرشف من الأصل في 2018-10-21. اطلع عليه بتاريخ 2008-06-12.
- Bridges، Andrew (17 يناير 2000). "Astronomers Unveil Hot Photo of Cool Star". SPACE.com. مؤرشف من الأصل في 2009-12-07. اطلع عليه بتاريخ 2008-06-12.